# ساداتو نیشیزوکا
ساداتو نیشیزوکا (ژاپنی: 西塚 定人؛ زادهٔ ۱۳ ژوئیهٔ ۱۹۷۲) یک بازیکن فوتبال اهل ژاپن است.
از باشگاه‌هایی که در آن بازی کرده‌است می‌توان به باشگاه فوتبال اوراوا رد دیاموندز اشاره کرد.